# Palestrina
Palestrina es un municipio italiano de la ciudad metropolitana de Roma Capital, en la región del Lacio. Tiene una población de 22 158 habitantes (ISTAT 2024).

## Historia
La actual Palestrina nace de la antigua Praeneste (en latín, Præneste), floreciente ciudad latina célebre por el templo dedicado a la diosa Fortuna Primigenia, en la ladera del monte Ginestro.
Los primeros repertorios arqueológicos consistentes que documentan la ocupación del lugar datan de inicios del siglo VIII a. C., en etapa orientalizante, y testimonian una actividad económica floreciente. Son numerosas las leyendas que narran su fundación. El geógrafo de la época imperial Estrabón anota como fundador a Telégono, hijo de Ulises y de Circe, o el héroe epónimo Prainestos, hijo del rey Latino y sobrino de Ulises.
Cae víctima del poder militar de Roma con sus aliados de la Liga Latina, después de haber opuesto gran resistencia durante la cual se alió con los galos.
En el año 90 a. C. los ciudadanos de Palestrina obtuvieron la ciudadanía romana, mientras que en el 82 a. C. se encontró de parte de Cayo Mario durante la guerra civil. Lucio Cornelio Sila exterminó a todos los ciudadanos masculinos, instalando en el lugar una colonia militar.
Praeneste era una ciudad célebre por su industria de orfebrería y platería; tenía lujosas propiedades y un célebre oráculo y en ella se hablaba un dialecto latino particular.

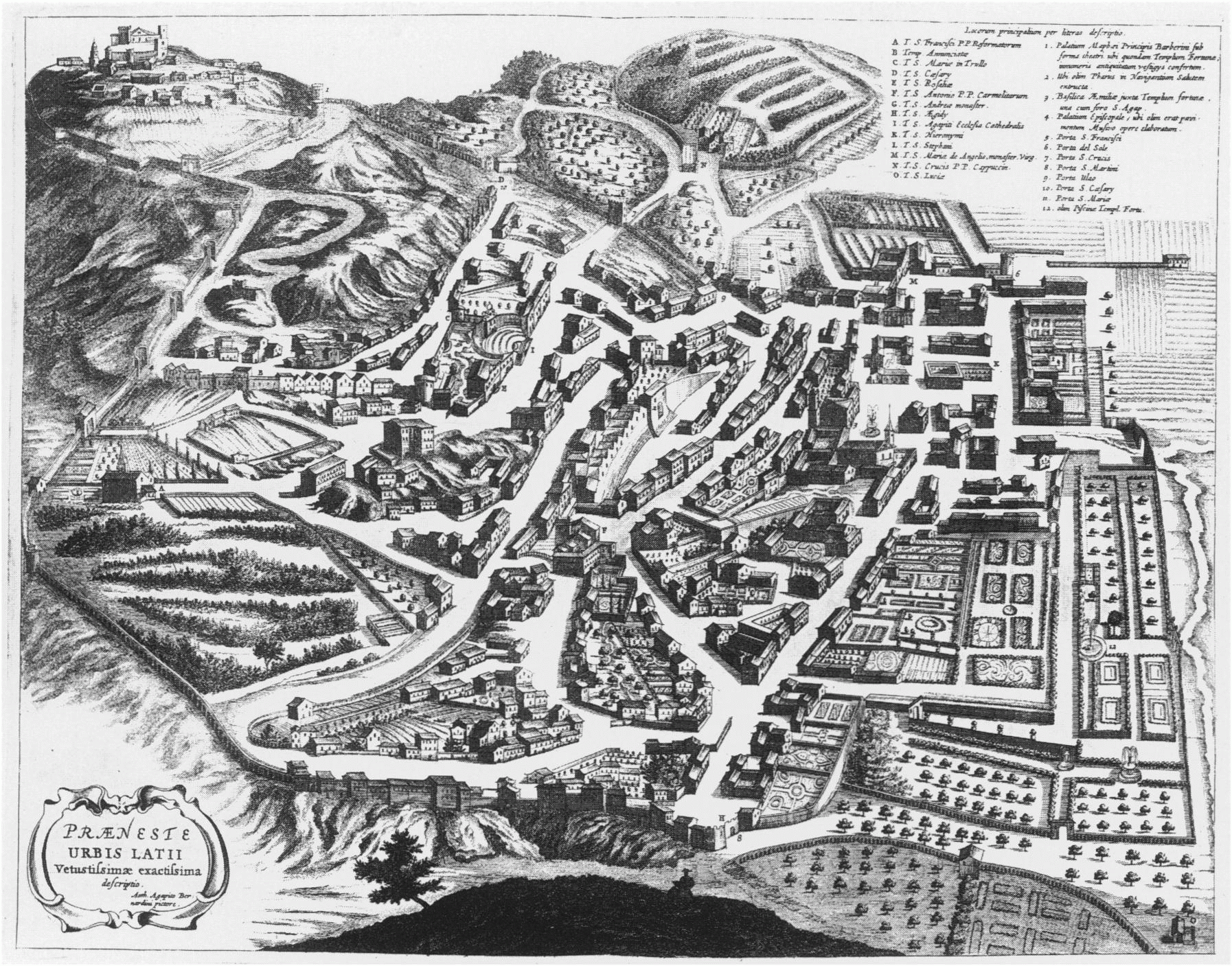
Palestrina en el

A partir del reconocimiento del cristianismo, Palestrina se convirtió en diócesis. A lo largo de la Edad Media, creció sobre las terrazas del templo de la diosa Fortuna Primigenia. Entre sus obispos se cuentan cinco cardenales que se convirtieron en papas. Palestrina entre otros acontecimientos se convirtió en posesión de los Colonna, que en varias ocasiones hicieron la guerra a los papas, con consecuencias desastrosas para la ciudad: En 1297 el papa Bonifacio VIII mandó realizar una especie de cruzada contra la ciudad a causa de su enemistad con los Colonna. Esta fue destruida y sus habitantes masacrados, más tarde la ciudad fue entregada a otra familia de gran poder dentro de Roma, los Gaetani.

## Monumentos y lugares de interés

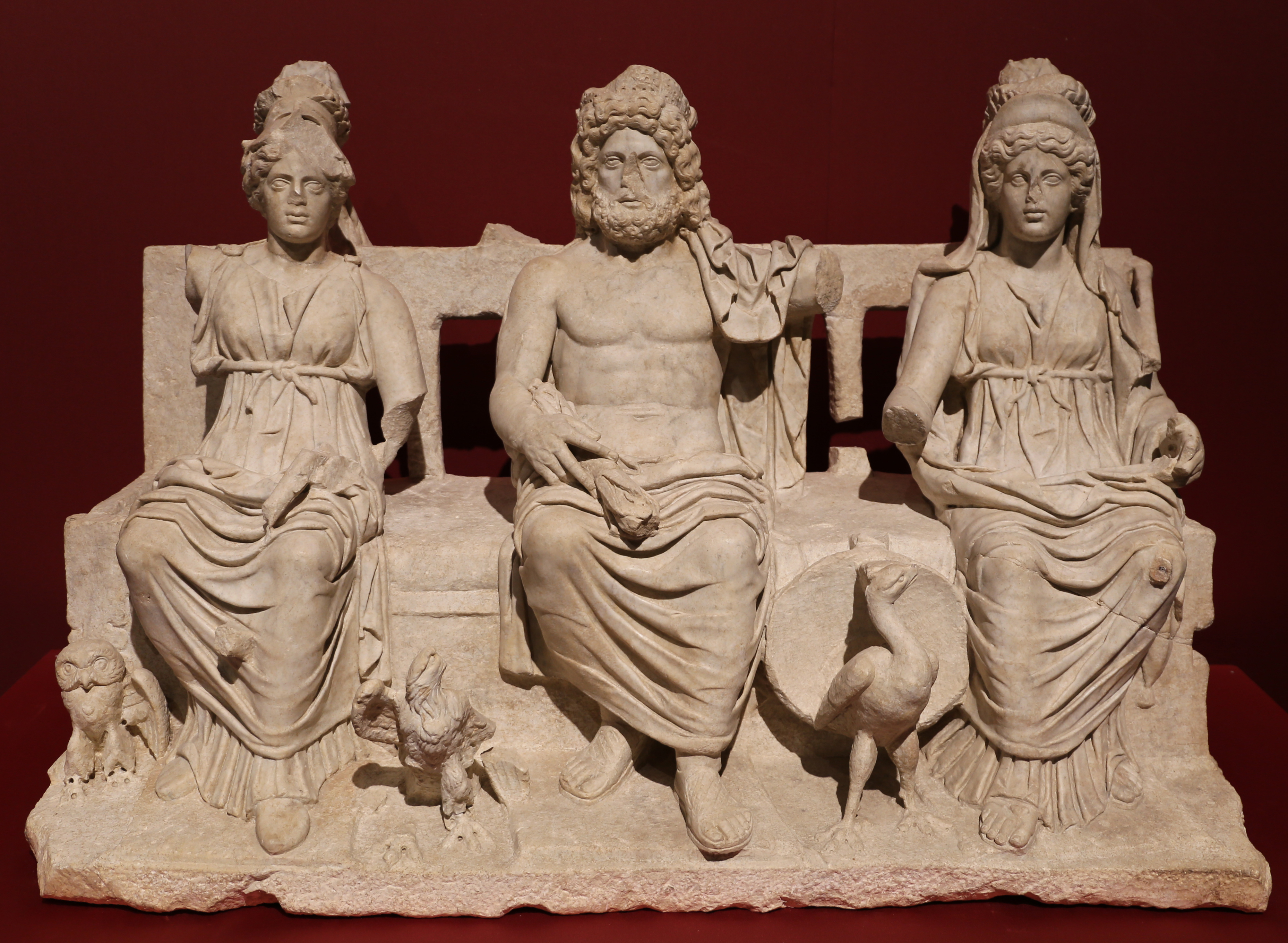
Escultura de la Tríada Capitolina

La moderna ciudad de Palestrina se centra en las terrazas que en el pasado estuvieron ocupadas por el enorme Santuario de la Fortuna Primigenia. La ciudad ha llegado a ocultar en gran medida el templo, cuyos restos monumentales quedaron de manifiesto como consecuencia de los bombardeos estadounidenses de las posiciones alemanas en la Segunda Guerra Mundial.
El Museo arqueológico nacional («Museo Nazionale Archeologico») se encuentra en el palacio Barberini, de estilo renacentista, erigido sobre el gran templo de la diosa Fortuna Primigenia. Muestra las obras más importantes de la antigua ciudad de Praeneste. En su primera planta se expone la famosa escultura de la Tríada Capitolina. La segunda planta se dedica a la necrópolis y santuarios, mientras que la tercera contiene un gran mosaico policromado del Nilo del siglo I a. C.

## Demografía
| Gráfica de evolución demográfica de Palestrina entre 1861 y 2001 |
|                                                                  |
| Fuente ISTAT - elaboración gráfica de Wikipedia                  |

## Ciudades hermanadas
Palestrina está hermanada con:
- Füssen (Alemania) desde 1972.
- Bièvres (Francia) desde 2008.